# Bördekreis
Powiat Börde (niem. Bördekreis) – był do 1 lipca 2007 powiatem w niemieckim kraju związkowym Saksonia-Anhalt. Tereny powiatu Börde zostały wraz z powiatem Ohre włączone do nowego powiatu Börde (niem. Landkreis Börde)
Stolicą powiatu Börde był Oschersleben (Bode).

## Miasta i gminy
- Sülzetal (9.814)

Wspólnoty administracyjne
| - 1. VG „Börde“ Wanzleben 1. Bottmersdorf (728) 2. Domersleben (1.143) 3. Dreileben (597) 4. Eggenstedt (282) 5. Groß Rodensleben (1.097) 6. Hohendodeleben (1.813) 7. Klein Rodensleben (577) 8. Klein Wanzleben (2.470) 9. Seehausen, miasto (1.892) 10. Wanzleben, Stadt * (5.294) | - 2. VG Obere Aller 1. Barneberg (759) 2. Drackenstedt (427) 3. Druxberge (435) 4. Eilsleben (2.221) 5. Harbke (1.878) 6. Hötensleben (2.650) 7. Marienborn (511) 8. Ovelgünne (430) 9. Sommersdorf (1.084) 10. Ummendorf (1.036) 11. Völpke (1.577) 12. Wefensleben (2.124) 13. Wormsdorf (549) | - 3. VG Oschersleben (Bode) 1. Altbrandsleben (347) 2. Hadmersleben, miasto (1.845) 3. Hornhausen (1.711) 4. Oschersleben (Bode), miasto (17.394) 5. Peseckendorf (224) 6. Schermcke (633) | - 4. VG Westliche Börde 1. Am Großen Bruch (1.654) 2. Ausleben (1.941) 3. Gröningen, miasto (4.067) 4. Kroppenstedt, miasto (1.624) 5. Wackersleben (723) 6. Wulferstedt (844) |